# Qiu Zhijie
Qiu Zhijie (邱志杰), född 1969 i Fujian i Kina, är en kinesisk kalligraf, fotograf, installationskonstnär och kurator. 
Qiu Zhijie tog examen 1992 på avdelningen för grafik på Zhejiangs konstakademi i Hangzhou. Han bor och arbetar i Beijing.
Qiu Zhijie fick sitt genombrott 1992 med utställningen China's New Art, Post-1989 på Hanart Gallery och Hong Kong Arts Centre. Han har uppmärksammats utanför Kina sedan 1999, då han medverkade i Revolutionary Capitals: Beijing-London på Institute of Contemporary Arts i London i Storbritannien. År 2007 hade han sin första separatutställning i USA på galleriet Chambers Fine Art i New York
Han har författat flera böcker om konstteori, bland andra "Image and Post-modernism", "Give Me A Mask", "The Boundary of Freedom", "The Scene is Most Important", "Photography After Photography", and "Basic Course in Total Art Creation".